# Torrescárcela (kommunhuvudort)
Torrescárcela är en kommunhuvudort i Spanien.   Den ligger i provinsen Provincia de Valladolid och regionen Kastilien och Leon, i den centrala delen av landet, 130 km norr om huvudstaden Madrid. Torrescárcela ligger 890 meter över havet och antalet invånare är 166.
Terrängen runt Torrescárcela är platt. Runt Torrescárcela är det ganska glesbefolkat, med 38 invånare per kvadratkilometer. Närmaste större samhälle är Cuéllar, 9,2 km söder om Torrescárcela. Trakten runt Torrescárcela består till största delen av jordbruksmark.